# Route de l’Espoir

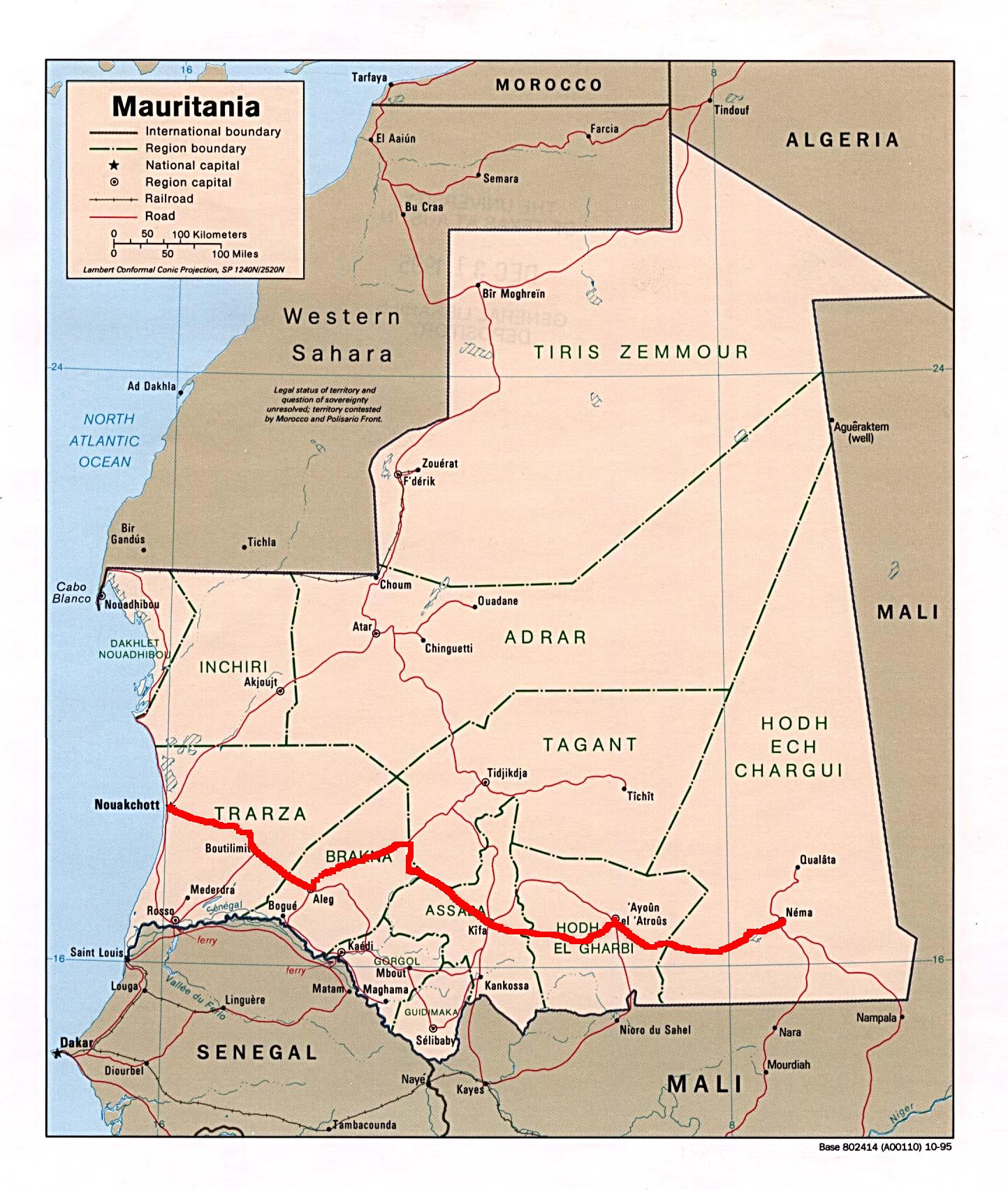
Straßenverlauf

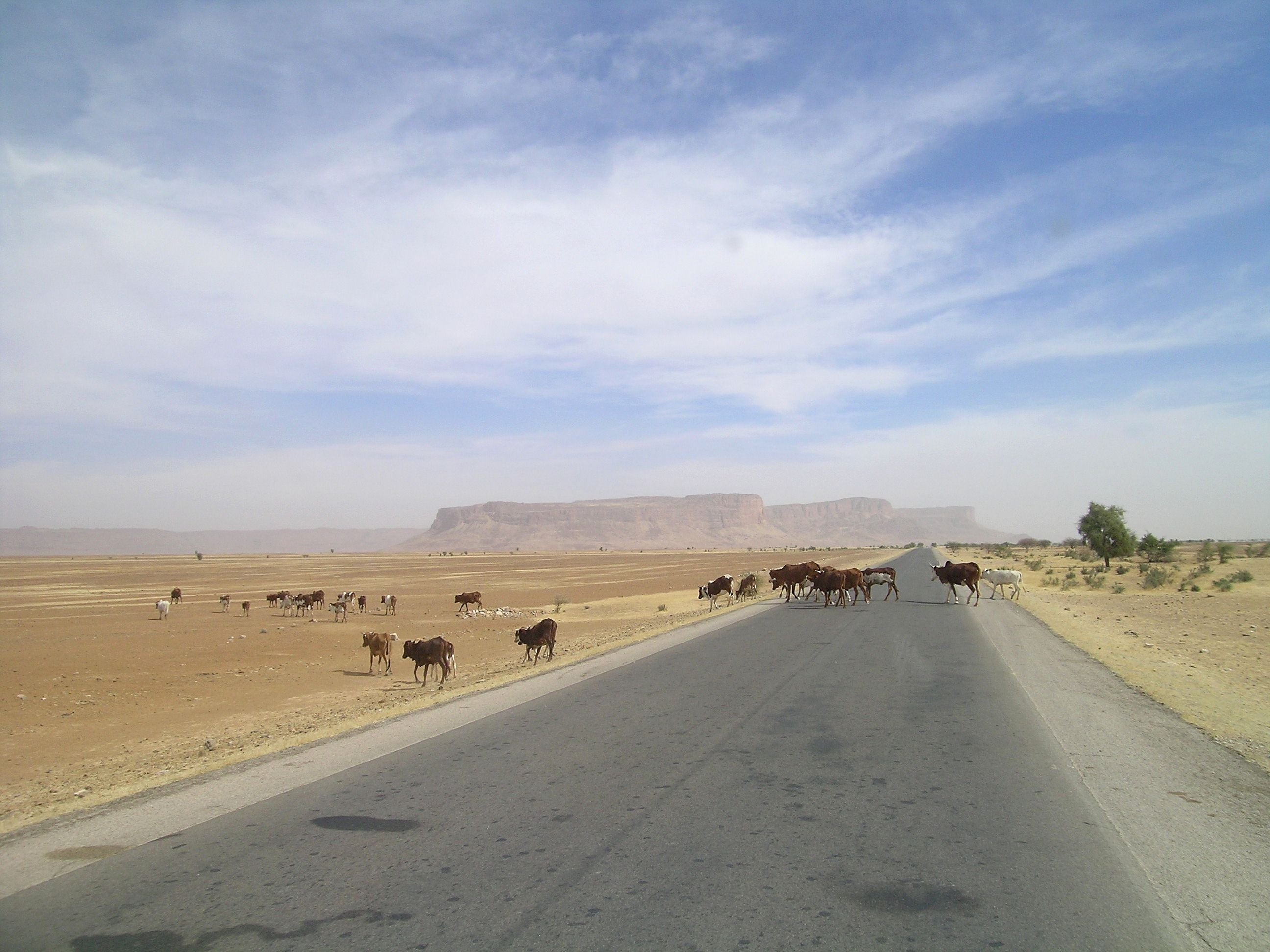
Eine Rinderherde überquert die Straße

Die route de l’Espoir (französisch) oder der Tariq al-Amal (arabisch طريق الأمل, DMG Tarīq al-ʾĀmal), „Straße der Hoffnung“, auch Transmauritanienne genannt, ist die einzige mauretanische Fernstraße in west-östlicher Richtung. Mit dem Bau wurde in den 1970er Jahren begonnen; 1985 erfolgte die Fertigstellung.
Sie verbindet auf einer Länge von 1100 Kilometern fast den gesamten Süden des Landes und verläuft von der Hauptstadt Nouakchott im Westen bis zur Stadt Néma im Osten. Die Straße ist durchgängig asphaltiert. Sie verläuft am Übergang zwischen der Sahara im Norden und der Trockensavanne im Süden. Das erste Teilstück ab der Landeshauptstadt bis etwa Boutilimit führt durch einige Bereiche mit Sanddünen (Erg), dort können Sandverwehungen zu Unfällen führen oder eine Weiterfahrt unmöglich machen.
Größere Ortschaften entlang der Straße sind Boutilimit, Aleg, Kiffa, Ayoun el-Atrouss und Timbédra. Ab den 1970er Jahren zwangen wirtschaftliche und ökologische Gründe die bis dahin mehrheitlich als Nomaden lebende Bevölkerung, sich sesshaft zu machen. Dies führte für viele Viehzüchter zu Problemen, da es für sie schwierig war, einen geeigneten Wohnort zu finden. Das Land ist zwar überwiegend in Staatseigentum, dennoch fühlen sich einige Stämme als Landbesitzer und erlauben Fremden nicht, sich in ihrem Gebiet niederzulassen. Als Alternative blieb oft nur eine Flucht in die Landeshauptstadt oder die Möglichkeit, entlang der Route de l’Espoir ansässig zu werden, da der Bereich der Straße als freies Land allgemein akzeptiert ist. Die so entstandenen Neusiedlungen entlang der Straße verfügen oft nicht über genügend Wasser und brauchbares Acker- oder Weidenland.
Die in Nord-Süd-Richtung entlang der Küste das Land durchquerende Straße wird Piste Impériale genannt, sie ist ein Teil des Kairo-Dakar-Highway.